# Toni Erhard

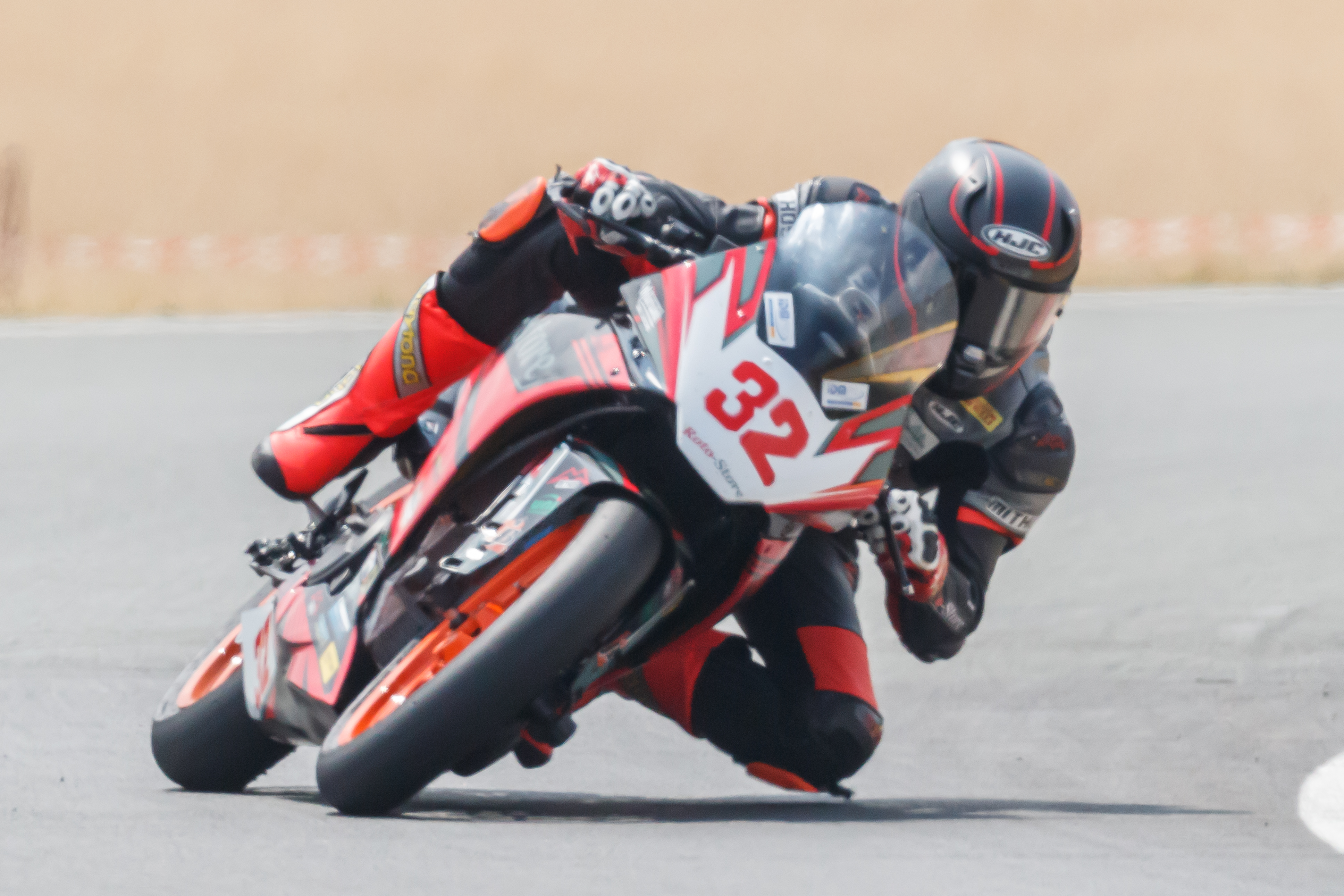
Erhard 2022 in Schleiz

Toni Erhard (* 2. Januar 2001 in Erlabrunn) ist ein deutscher Motorradrennfahrer.

## Karriere
Toni Erhard fuhr von 2011 bis 2014 Minibike. Zur Saison 2015 wechselte er in den ADAC Junior Cup, den er mit einem Sieg auf Gesamtrang 2 beendete. In den Jahren 2016 und 2017 ging der Sachse im ADAC Northern European Cup (NEC) an den Start und belegte die Ränge 5 und 4 in der Standard-Klasse.
In der Saison 2018 startete Erhard erstmals in der Internationalen Deutschen Motorradmeisterschaft (IDM) in der Klasse Supersport 300 für das Kiefer Racing Team auf KTM RC 390R. Mit drei Siegen und sieben weiteren Podestplätzen wurde er auf Anhieb Deutscher Meister. Zur Saison 2019 wechselte er zum Team Freudenberg. Der Deutsche beendete die Saison auf Gesamtrang 7. Im selben Jahr fuhr Erhard sein erstes Rennen in der Supersport-300-Weltmeisterschaft in Magny-Cours, wo er auf dem 27. Platz landete.
Zur Saison 2020 kehrt Erhard zurück zum Kiefer Racing Team. Er startet erneut in der IDM Supersport 300 auf KTM.

## Statistik

### Erfolge
- 2018 – Deutscher Supersport 300-Meister auf KTM

### In der Supersport-300-Weltmeisterschaft
| Saison | Motorrad | Rennen | Siege | Podien | Poles | Punkte | Ergebnis |
| ------ | -------- | ------ | ----- | ------ | ----- | ------ | -------- |
| 2019   | KTM      | 1      | –     | –      | –     | –      | –        |
| Gesamt | Gesamt   | 1      | 0     | 0      | 0     | 0      |          |